# Бенямин Леберт
Бенямин Леберт (на немски: Benjamin Lebert) е германски писател, автор на романи.

## Биография
Бенямин Леберт е роден на 9 януари 1982 г. във Фрайбург, Баден-Вюртемберг. Баща му е журналист, съосновател на младежкото приложение „Сега“ на „Зюддойче Цайтунг“, за което Леберт написва няколко текста. Забелязан е от издателство „Kiepenheuer & Witsch“, откъдето го окуражават да напише цял роман. В автобиографичаната си творба Крейзи („Crazy“) (1999) Леберт разглежда типични младежки проблеми, както и своя недъг – парализиран е едностранно.
След успеха на дебютния си роман 17-годишният Леберт ръководи курс по Creative Writing в Нюйоркския университет.
На 16 години Бенямин Леберт е прекъснал училищното си обучението в девети клас, без да го завърши. Едва през 2003 г. полага училищния зрелостен изпит.
След като напуска родния си дом, Леберт живее известно време във Фрайбург и Берлин, а после се премества в Хамбург.
Става съосновател на Любекските литературни срещи.
Романът му „Крейзи“ е преведен на 33 езика и до 2014 г. достига тираж 1,2 милиона екземпляра.

### Романи
- Crazy, 1999

Крейзи, изд.: „Весела Люцканова, София (2000), прев. Ивета Милева
- Die Geschichte vom kleinen Hund, der nicht bellen konnte, 2002 (zusammen mit Ursula Lebert)
- Der Vogel ist ein Rabe, 2003
- Kannst du, 2006
- Der Flug der Pelikane, 2009
- Im Winter dein Herz, 2012
- Mitternachtsweg, 2014
- Die Dunkelheit zwischen den Sternen, 2017